# Сапотій (струмок)
Сапотій — струмок  в Україні, у  Долинському районі Івано-Франківської області, правий доплив Мизунки (басейн Дністра).

## Опис
Довжина струмка приблизно 5 км. Формується з багатьох безіменних струмків. 

## Розташування
Бере  початок на північному заході від села Мислівки. Тече переважно на північний захід і впадає у річку Мизунку, ліву притоку Свічі.